# Kampfgeschwader 51
Das Kampfgeschwader 51 war ein Verband der Luftwaffe der Wehrmacht im Zweiten Weltkrieg. Aufgrund seines Wappens wurde es auch Edelweiß-Geschwader genannt. Als Kampfgeschwader, ausgestattet mit Bombern, erst vom Typ Dornier Do 17, dann mit der Heinkel He 111 und zuletzt mit der Junkers Ju 88 führte es Luftangriffe mit Bomben auf zugewiesene Ziele durch. Das Geschwader beteiligte sich am Westfeldzug, der Luftschlacht um England, am Balkanfeldzug und dem Deutsch-Sowjetischen Krieg. Ab 1943 kam es im Mittelmeerraum, dann in der Reichsverteidigung und an der Westfront gegen die Westalliierten zum Einsatz. Mit der Umrüstung ab Mai 1943 auf die Messerschmitt Me 410 und noch mehr mit der Einführung der Messerschmitt Me 262, änderte sich das Einsatzspektrum des Geschwaders zu dem eines Jagd(bomber-)geschwaders. Noch vor der bedingungslosen Kapitulation der Wehrmacht wurde es am 24. April 1945 aufgelöst.

## Aufstellung

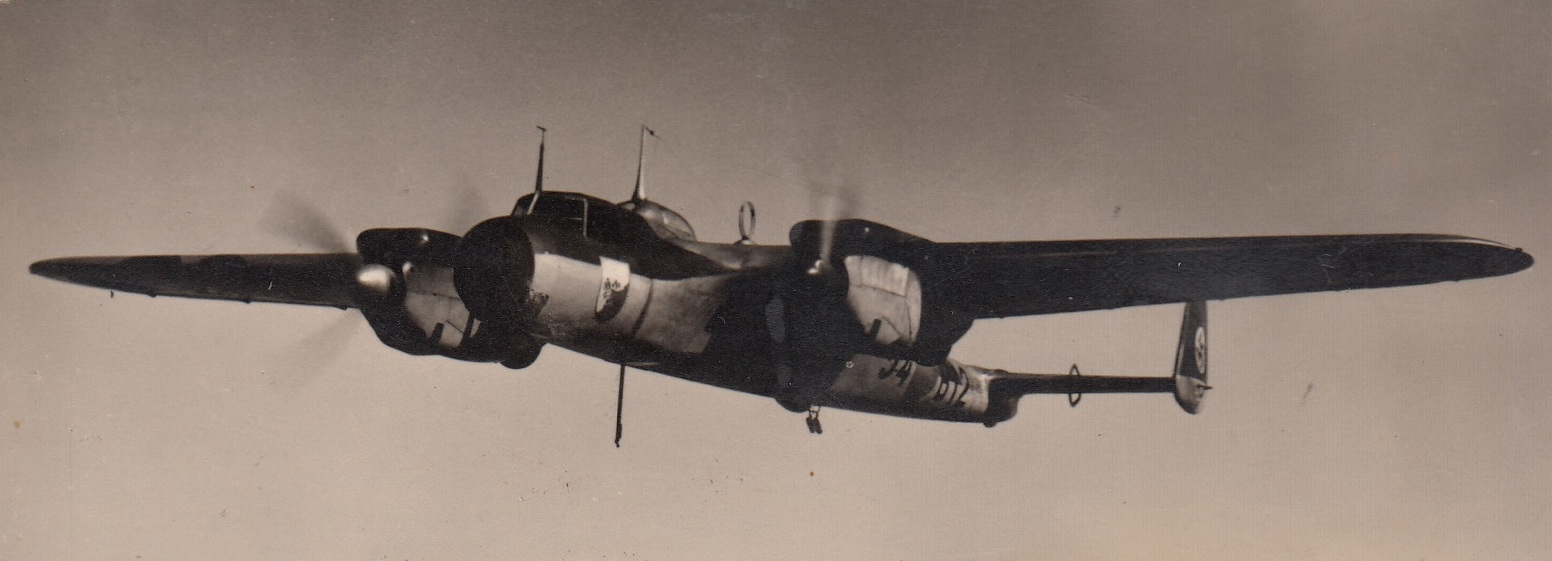
Dornier Do 17 E mit (frühem) Luftwaffen-/Verbandskennzeichen 54+B12 des Kampfgeschwaders 255

Das Kampfgeschwader 51 entstand am 1. Mai 1939 nach dem neuen Benennungsschema der Luftwaffe aus dem am 15. März 1937 in Landsberg (Lage) aufgestellten Kampfgeschwader 255. Aus dem Geschwaderstab und der I./KG 255 entstanden am 1. Mai 1939 in Landsberg der Stab und die I./KG 51. Die II. Gruppe des KG 51 bildete sich am 1. April 1940 in Leipheim (Lage). Die III./KG 51 entstand am 1. Mai 1939 in Memmingen (Lage) aus der III./KG 255. Am 30. Juli 1940 entstand die IV. (Ergänzungs-)Gruppe in Schwäbisch Hall (Lage). Das Geschwader war ausgestattet mit der Dornier Do 17 und der Heinkel He 111. Als es im Mai 1940 zum ersten Kriegseinsatz antrat, waren der Geschwaderstab, die I. und II. Gruppe umgerüstet auf die Junkers Ju 88. Die III. Gruppe erhielt diesen neuen Bombertyp erst im Juni. Ab Juli 1943 rüstete das Geschwader, beginnend mit der I. Gruppe, auf die Messerschmitt Me 410 um. Ab Sommer 1944 begann die Umrüstung auf die Messerschmitt Me 262. Die III. Gruppe hatte im Herbst Jagdbomber vom Typ Focke-Wulf Fw 190 in ihren Reihen. Die Geschwaderkennung war 9K.

## Gliederung
Der Geschwaderstab führte die I. bis IV. Gruppe die wiederum in Staffeln unterteilt waren. Die 1. bis 3. Staffel gehörte der I. Gruppe, die 4. bis 6. Staffel der II. Gruppe, die 7. bis 9. Staffel der III. Gruppe und die 10. bis 12. Staffel der IV. Gruppe an. Jede Staffel, geführt durch einen Staffelkapitän, war in drei Schwärme mit je vier Flugzeugen unterteilt. Daraus ergab sich eine Sollstärke der Bombergruppe von 36 Flugzeugen in den drei Staffeln + ein Flugzeug für den Gruppenkommandeur. Dies ergab bei vier Bombergruppen eine Sollstärke von 148 Flugzeugen, + 4 Flugzeuge für den Geschwaderkommodore und seinen Stab. Daraus ergibt sich eine Sollstärke von 152 Flugzeugen. Die IV. Gruppe war eine Ergänzungsgruppe und nahm in der Regel nicht an Kampfeinsätzen teil. In ihr wurden frisch ausgebildete oder rekonvaleszente Flieger eine Zeitlang an die Frontbedingungen gewöhnt und geschult, bevor sie in eine der drei Einsatzgruppen wechselten. Darum hatte sie meist ihren Standort in der Heimatbasis des jeweiligen Geschwaders.

## Geschichte

### Überfall auf Polen
Das Kampfgeschwader 51 nahm nicht am Überfall auf Polen und am Norwegenfeldzug teil. Es unterstand innerhalb der Luftflotte 3 der 5. Flieger-Division und wurde im Sitzkrieg zu Aufklärungs- und Propagandaflügen über Frankreich eingesetzt. Dem Stab, der I. und III. Gruppe standen seit August 1939 Bomber vom Typ Heinkel He 111 H zur Verfügung. Diese hatten im Vergleich zur zuvor verwendeten Dornier Do 17 M ungefähr 400 PS mehr Leistung. Dadurch erhöhte sich die Bombenlast um 1500 kg auf 2500 kg. Die am 1. April 1940 neu aufgestellte II. Gruppe erhielt die Junkers Ju 88 A. Diese hatte mit ihren beiden Junkers Jumo 211B-1-Motoren rund 50 PS weniger Leistung als die Jumo 211D der He 111. Aufgrund einer besseren Aerodynamik erreichte die Ju 88 aber eine um 60 km/h höhere Höchstgeschwindigkeit bei annähernd gleicher Bombenlast.
In seinem ersten Einsatz über feindlichen Gebiet flog das Geschwader von seinen Basen in Landsberg und Memmingen aus, am 17. November die französischen Städte Bordeaux, Marseille, Brest und Nantes an und warf Propagandaflugblätter ab. Bis zum 25. April 1940 flog es insgesamt 18 solcher Flugblatteinsätze.

### Westfeldzug
Während des Westfeldzuges standen alle drei Gruppen unter dem Kommando des V. Fliegerkorps der Luftflotte 3. Der Stab und die I. Gruppe waren jetzt ebenfalls mit der Junkers Ju 88 A ausgestattete, während die III. Gruppe noch mit der Heinkel He 111 H flog. Sie wurde im Juni ebenfalls auf die Ju 88 A umgerüstet. Von den Fliegerhorsten in Landsberg, Lechberg und München-Riem (Lage) aus erfolgten erste Luftangriffe auf französische Flugplätze. Dabei kam es am 10. Mai 1940 zu einem folgenschweren Irrtum. Eine Kette der 8. Staffel, welche die Stadt Dijon angreifen sollte, verlor aufgrund von Navigationsfehlern die Orientierung. Darum griff sie, unter der Annahme eine französische Stadt unter sich zu haben, Freiburg im Breisgau mit 69 Bomben an. Dadurch starben 57 Einwohner. Die deutsche Führung vertuschte den Irrtum und schrieb den Luftangriff den Alliierten zu. Erst 1956 gelang es den Historikern Anton Hoch, Wolfram Wette und Gerd R. Ueberschär Belege zu finden, die die Wahrheit ans Licht brachten. Der damalige Geschwaderkommodore Josef Kammhuber leugnete jedoch noch nach dem Krieg und in seiner neuen Position als Inspekteur der Luftwaffe der Bundeswehr die Beteiligung seiner ehemaligen Einheit.

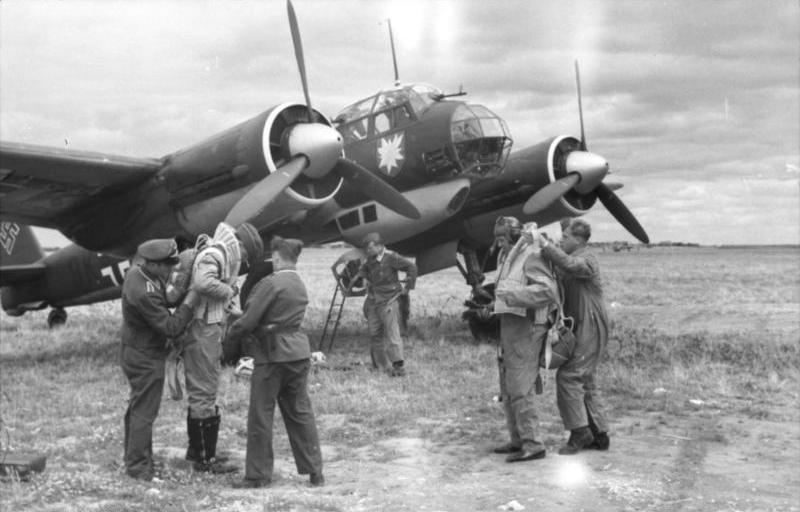
Junkers Ju 88 A-1 der I./KG 51 vor dem Start

Alle drei Bombergruppen unterstützten ab 12. Mai die Panzergruppe Kleist der Heeresgruppe A beim Durchbruch in Sedan. Anschließend folgten sie dem XIX. Armeekorps (mot.) auf dem Weg nach Dünkirchen an den Ärmelkanal und griffen immer wieder mit Luftangriffen in die Erdkämpfe ein. In der folgenden Schlacht von Dünkirchen versuchte das Geschwader mittels Luftangriffen auf Hafenanlagen und Schiffen die Evakuierung der alliierten Truppen über den Ärmelkanal zu verhindern. Obwohl durch die Luftwaffe mehr als 200 britische Schiffe und Boote durch Luftangriffe versenkt wurden, konnte der größte Teil der alliierten Truppen evakuiert werden.
Anschließend intervenierte das Geschwader ab 1. Juni beim Vorstoß der Gruppe Guderian in Richtung Schweizer Grenze und unterstützte den Angriff der 7. Armee auf die Maginot-Linie. Dabei wurde der Geschwaderkommodore Josef Kammhuber mit seiner Ju 88 A (Geschwaderkennung 9K+AA) abgeschossen und geriet in französische Kriegsgefangenschaft, aus der er jedoch nach vier Wochen befreit wurde. Am 3. Juni nahm das Geschwader am Unternehmen Paula teil, um die letzten noch vorhandenen Flugzeuge der Armée de l’Air und die Flugzeugindustrie zu zerstören. Da die französische Luftwaffe allerdings vorgewarnt war, gelang es nicht auf den angegriffenen 13 Flugplätzen nennenswerte Schäden anzurichten. Insgesamt wurden nur 16 Flugzeuge am Boden zerstört und 6 beschädigt. Von den angegriffenen 15 Fabriken wurden nur 3 erwähnenswert beschädigt. Dabei kamen 254 Zivilisten ums Leben und 652 wurden verletzt. Auf deutscher Seite gingen vier Bomber und sechs Jagdflugzeuge verloren. Ab dem 20. Juni verlegte das Geschwader von seinen deutschen Basen auf Plätze in Frankreich. Der Stab und die I. Gruppe gingen nach Paris-Orly (Lage) und die II. und III. Gruppe nach Étampes-Mondésir. (Lage) Mit dem Waffenstillstand am 22. Juni 1940 endeten für das Geschwader die Kampfhandlungen in Frankreich. Von den neuen französischen Basen aus führte es in der Nacht zum 29. Juni einen ersten Luftangriff auf Großbritannien durch, als es Häfen in Wales und Fabriken im Bereich Bristol angriff.

### Luftschlacht um England
Während der Luftschlacht um England war das Geschwader im Juli 1940 bei Luftangriffen auf alliierte Schiffskonvois und einzeln fahrende Schiffe im Ärmelkanal eingesetzt. Zu dieser Zeit war es dem V. Fliegerkorps der Luftflotte 3 unterstellt. Die Liegeplätze waren Paris-Orly, Melun/Villaroche und Étampes-Mondésir, alle im besetzten Teil Frankreichs gelegen. Am 17. Juli flog es einen Luftangriff auf Bristol und am 27. Juli auf Radarstationen auf Land Ends.

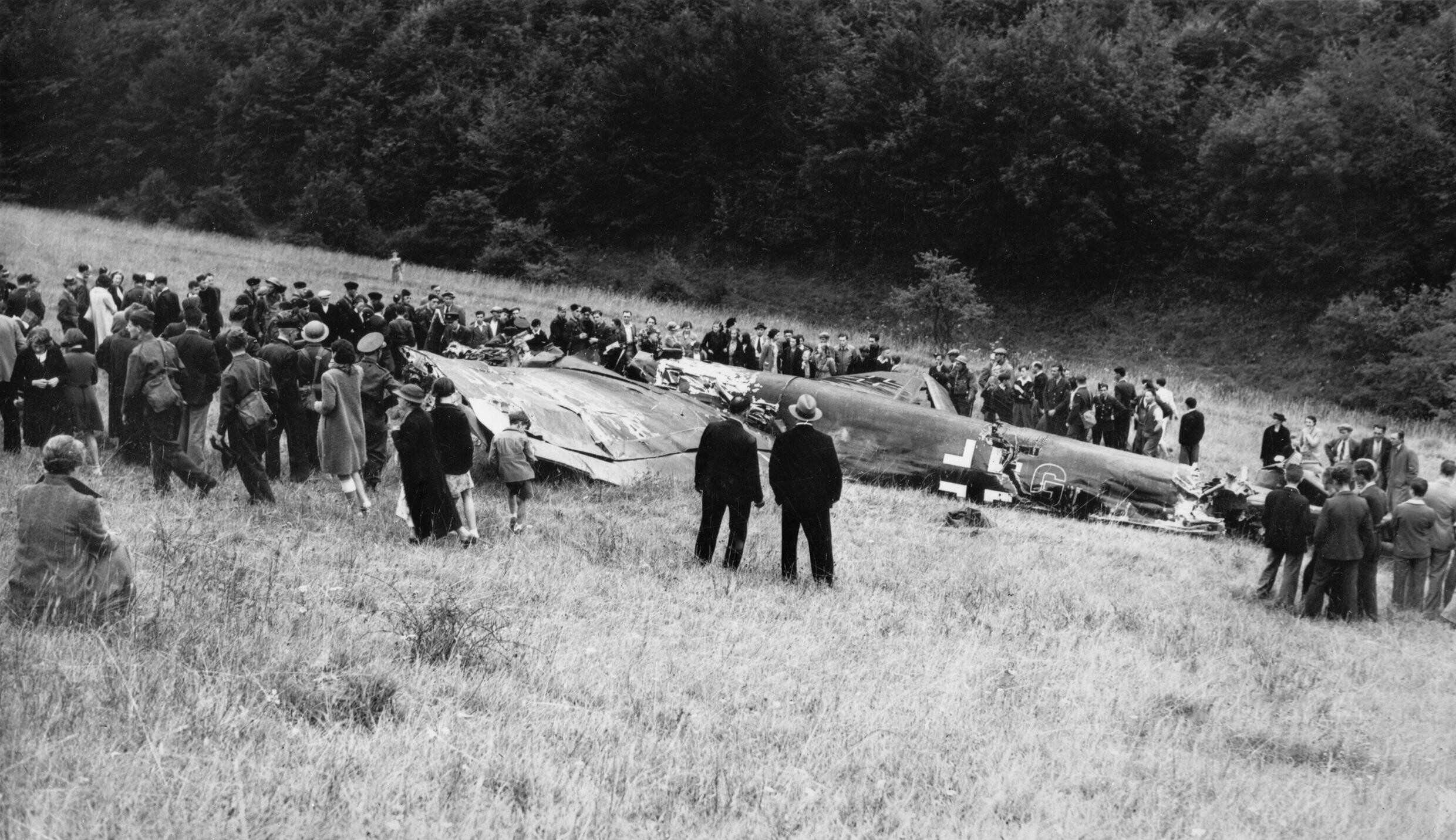
Abgestürzte Junkers Ju 88A (Geschwaderkennung 9K+GN) der 5./KG 51 bei Oakridge nahe Stroud in Gloucestershire

Ab August lagen der Geschwaderstab und die II. Gruppe in Paris-Orly, die I. Gruppe in Villaroche (Lage), die III. Gruppe in Étampes-Mondésir und die IV. Gruppe in Schwäbisch Hall. Am 12. August griff das Geschwader Portsmouth und die Isle of Wight an. Dabei schoss eine Hawker Hurricane der No. 213 Squadron der RAF die Ju 88 des Geschwaderkommodore Johann-Volkmar Fisser ab, als dieser die Radar-Station in Ventnor angreifen wollte. Dieser galt erst als vermisst und wurde später für tot erklärt. Am gleichen Tag schossen britische Jäger den Automobilrennfahrer Ulrich Bigalke mit seiner Ju 88A-1 (Geschwaderkennung 9K+FS) über dem Ärmelkanal ab.
Am 13. und 19. August belegte das Geschwader den RAF-Flugplatz Bibury und die Radar-Station in Ventnor mit Bomben. Am 24. August war der Hafen der britischen Home Fleet in Portsmouth das Angriffsziel. Dabei wurden innerhalb von vier Minuten 50 t Bomben auf das eigentliche Ziel und die angrenzende Innenstadt geworfen. Dabei starben 83 Zivilisten. Ein im Hafen getroffenes Treibstoffdepot brannte 36 Stunden, bevor es gelöscht werden konnte. Bis Ende August folgten weitere Luftangriffe auf Flugplätze der RAF so unter anderen Warmwell, Weymouth und Portland.
Alle drei Gruppen waren am 7. September am ersten Luftangriff auf London beteiligt. Dieser bei Tage, mit insgesamt 300 Bombern und 600 Begleitjägern geflogene Luftangriff, galt überwiegend den Docks von London und dem East End. Dabei starben 436 Zivilisten und weitere 1500 wurden verletzt. Damit begann die Phase des Luftkrieges gegen das Vereinigte Königreich, den die Briten „The Blitz“ nannten. Am 15. September nahm das Geschwader an einem Nachtangriff auf London teil, wobei zwei Flugzeuge verlorengingen.
Im Oktober/November waren Teile des Geschwaders an Nachtangriffen auf Crewe, Redditch, Swanton Morley, West Raynham, Eastbourne und Hastings beteiligt.
Alle drei Gruppen waren Teil der 515 Flugzeuge umfassenden Bomberflotte, die in der Nacht des 14./15. November Coventry angriff. Ziele waren die Fabriken und die industrielle Infrastruktur Coventrys, wobei in Kauf genommen wurde, dass auch Wohngebiete und Kulturgüter in erheblichem Ausmaß getroffen würden. Es kamen mindestens 568 Menschen ums Leben und etwa 1000 wurden verletzt. Etwa 4000 Wohnungen, genau wie etwa Dreiviertel der Industrieanlagen zwischen den Wohngebäuden wurden zerstört. Rund 60.000 Gebäude wurden bei dem Angriff getroffen. Am 20./21. November war die III. Gruppe am Nachtangriff auf Birmingham und am 28./29. November das gesamte Geschwader am Luftangriff auf Liverpool beteiligt.
Im Dezember griff das Geschwader in der Nacht zum 23. Dezember Manchester und eine Nacht später Derby an. Am 29. Dezember erfolgte ein Nachtangriff auf London der große Brände in der Innenstadt auslöste und die Kuppel der St Paul’s Cathedral zerstörte.
Das Geschwader führte bis Ende März 1941 Luftangriffe auf britische Städte durch. Betroffen waren unter anderen Glasgow, Hull, Sheffield, Plymouth, Swansea und Portsmouth. Der letzte Nachtangriff traf Portsmouth und Devonport in der Nacht zum 23. März 1941. Anschließend wurde das Geschwader abgezogen.

### Balkanfeldzug
Von Wiener-Neustadt (Lage) aus nahm das Geschwader am Balkanfeldzug teil. Dazu war es der Luftflotte 4 direkt unterstellt. Das Geschwader war am Luftangriff auf die jugoslawische Hauptstadt Belgrad am 6. April beteiligt. Obwohl die jugoslawische Regierung schon zwei Tage zuvor, Belgrad zur offenen Stadt erklärt hatte, wurde die Hauptstadt innerhalb zweier Tage zum größten Teil zerstört. Dabei starben mindestens 2271 Zivilisten. Der Chef der verantwortlichen Luftflotte 4 General der Flieger Alexander Löhr wurde aufgrund dieses Kriegsverbrechens, nach Kriegsende von einem jugoslawischen Gericht zum Tode verurteilt und am 26. Februar 1947 hingerichtet.
Am 15. April verlegten der Stab und die I. Gruppe nach Bulgarien auf den Fliegerhorst Krumovo (Lage). Von dort aus griff sie erneut Belgrad und Athen an. Athen wurde erneut am 19. April und Kreta am 23. und 24. April bombardiert. Am 26. April traf es den Korinth-Kanal und am 3. Mai wurden Schiffe in der Suda-Bucht angegriffen. Am 13. Mai endete für die I. Gruppe der Feldzug. Sie übergab ihre Flugzeuge an die I. Gruppe des Lehrgeschwaders 1 und verlegte per Zug zurück nach Wiener Neustadt.
Währenddessen hatte die II. Gruppe von Wiener Neustadt aus, zugunsten der 2. Armee im Raum Sarajevo und Banja Luka in die Kämpfe am Boden eingegriffen.

### Deutsch-Sowjetischer Krieg
1941
Am Angriff auf die Sowjetunion ab 22. Juni 1941 nahm das Geschwader mit dem Stab der I., II. und III. Gruppe teil. Dazu war es dem V. Fliegerkorps der Luftflotte 4 im Südabschnitt der Ostfront unterstellt. Der Stab, die I. und II. Gruppen griffen vom Fliegerhorst Krosno (Lage) in die Kämpfe ein, während die III. Gruppe von Krosno-Lezany (Lage) aus intervenierte. In den drei Gruppen standen 90 Ju 88, davon 79 einsatzbereit, zur Verfügung.
Am ersten Tag griff das Geschwader Flugplätze der sowjetischen Luftwaffe an und zerstörte nach eigener Zählung rund 100 Flugzeuge am Boden. Unter anderem zerstörte es auf dem Militärflugplatz Kurowize 34 I-153 und I-15 des 164. Jagdflieger-Regiments (164 IAP) und des 66. Schlachtflieger-Regiments (66 ShAP). Von diesen Luftangriffen, die zum Teil im Tiefflug ausgeführt wurden, kehrten zehn Ju 88 nicht zurück. Darunter befand sich die Ju 88A-5 (Geschwaderkennung 9K+IC) des Gruppenkommandeurs der II. Gruppe Hauptmann Max Stadelmeier der bei Kiechowce, südwestlich von Stanislau abgeschossen wurde. Diese Luftangriffe zur Erringung der Lufthoheit wurden noch bis zum 25. Juni fortgesetzt. Ende Juni unterstützte das Geschwader die Panzergruppe 1 in der Panzerschlacht bei Dubno-Luzk-Riwne, wo es im Raum Brody zum ersten Aufeinandertreffen größerer Panzerverbände kam. In Tieffliegerangriffen griff das Geschwader in die Bodenkämpfe ein und konnte insbesondere das 15. Mechanisiertes Korps der Roten Armee dezimieren. Insgesamt verlor das Geschwader in dieser Phase 30 Ju 88 als Totalverlust und 9 mit Beschädigungen. Ab 2. Juli beteiligten sich auch die rumänische 3. und 4. Armee am Einmarsch in die Sowjetunion. Die als Unternehmen München bezeichnete Operation wurde aus der Luft durch das Kampfgeschwader 51 unterstützt. Insbesondere wurden Eisenbahnanlagen und -gerät zerstört, nach eigener Zählung 18 Loks und 500 Waggons. Am 15. Juli wechselte der Geschwaderstab und die I. Gruppe auf den Fliegerhorst Zilistea (Lage). Die II. Gruppe lag seit dem 28. Juni in Balti (Lage), während die III. Gruppe nach Wiener Neustadt verlegte und vorläufig keine Kampfeinsätze mehr flog.
Der Geschwaderstab, die I. und II. Gruppe folgten dem Vormarsch des Heeres und nahmen nacheinander an der Kesselschlacht bei Uman, der Schlacht um Kiew und der Schlacht am Asowschen Meer teil. Hierbei leisteten sie unmittelbare Heeresunterstützung, indem sie feindliche Stellungen oder Fahrzeuge direkt angriffen. Schwerpunkt war der Vormarsch der 1. Panzerarmee über Dnjepropetrowsk, Stalino, Mariupol, Taganrog in Richtung Rostow. Am 2. November 1941 griffen drei Ju 88 des Geschwaders im Schwarzen Meer den sowjetischen Kreuzer Voroshilov an und beschädigten ihn. Ab 17. November versuchte die 1. Panzerarmee in einer letzten Offensivaktion Rostow anzugreifen und zu halten. In Vorbereitung der Offensive hatte das Geschwader tagelang Eisenbahnanlagen und -fahrzeuge zerstört. Den Jahreswechsel 1941/42 hatten der Geschwaderstab, die I. und die III. Gruppe in Nikolajew (Lage) verbracht, während die II. Gruppe in Saporoshje/Ost (Lage) lag.
1942

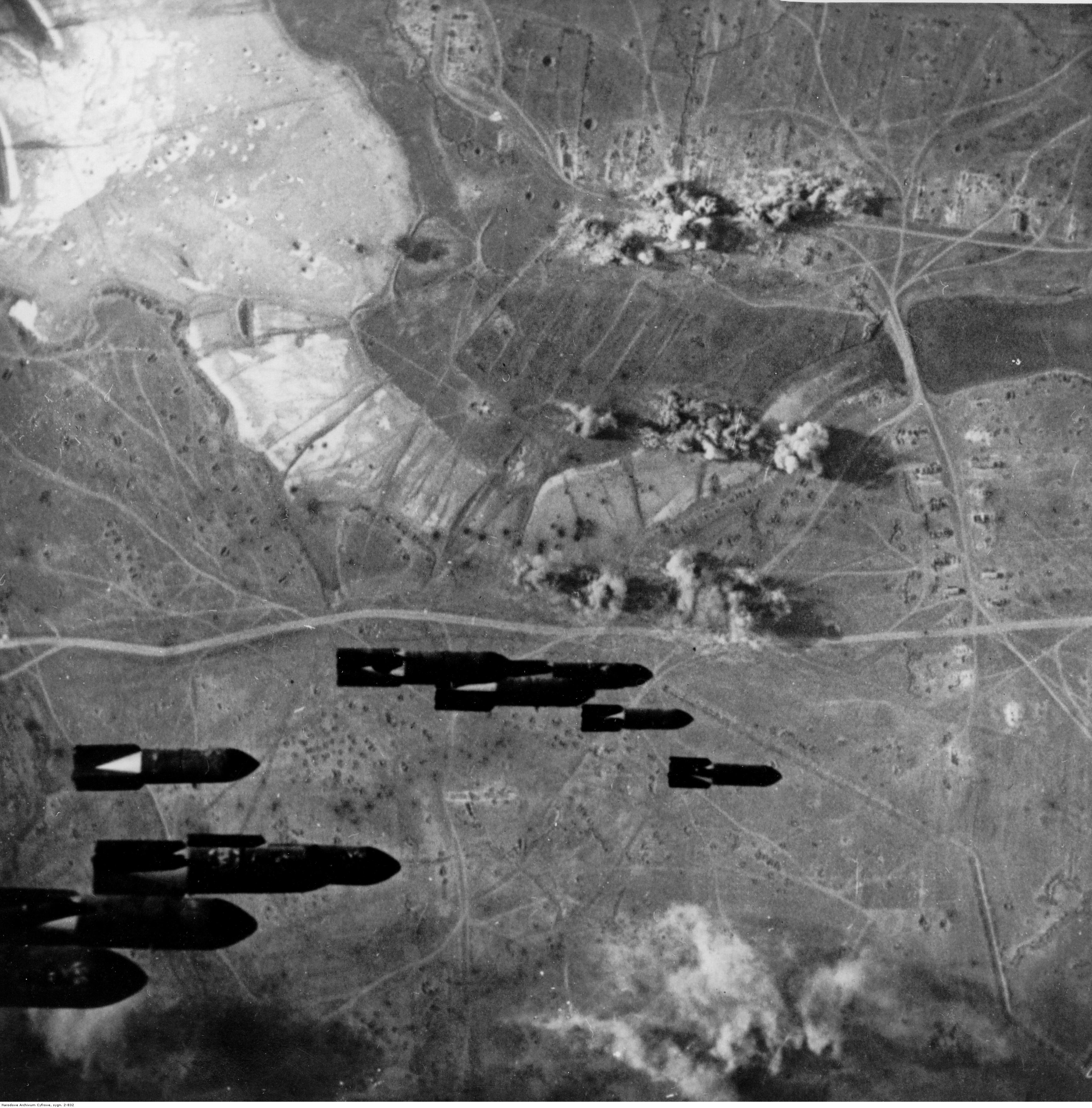
Bombardierung von Feldstellungen auf der Halbinsel Kertsch

In den ersten Monaten des Jahres 1942 lag der Schwerpunkt des Geschwaders in der Bekämpfung des Schiffsverkehrs im Schwarzen Meer und im Asowschen Meer. Dazu waren Teile des Geschwaders dem Fliegerführer Süd auf der Krim unterstellt und griffen Häfen oder Schiffskonvois an und versenkte oder beschädigte zivile Transportschiffe oder Kriegsschiffe. Bei einem dieser Einsätze stürzte am 3. Februar der Gruppenkommandeur der I. Gruppe, Hauptmann Heinrich Hahn, mit seiner Ju 88A-4 (Geschwaderkennung 9K+EK) aus unbekannter Ursache bei Tirapol ab und verstarb. Am 17. März wurde der sowjetische Tanker Kuybyshev (Lage) mit 4629 BRT im Hafen von Noworossijsk beschädigt und am 2. April auf offener See versenkt. Am 18. März versenkte es den Frachter Georgiy Dimitrov mit 3748 BRT und fünf Tage später im Hafen von Tuapse die Minenleger Ostrovskiy und GS-13, sowie ein Motorboot der Schwarzmeerflotte. Bei diesem Luftangriff wurden auch die beiden U-Boote S-33 und D-5 beschädigt. Einen Tag später griff das Geschwader erneut Tuapse an und zerstörte die Frachter Yalta und Neva. Am 22. April schossen sowjetische Jäger über dem Asowschen Meer die Ju 88A-4 (Geschwaderkennung 9K+BM) des Gruppenkommandeurs der II. Gruppe, Major Friedrich Wilhelm Kaufner ab, der daraufhin vermisst blieb.
Ende April wechselte das Geschwader zum VIII. Fliegerkorps der Luftflotte 4. Der Istbestand an Maschinen betrug 2 Ju 88A-4 im Stab, 44 in der I. Gruppe, 34 Ju 88A-4 und 7 Ju 88C-6 in der II. Gruppe und 14 Ju 88A-4 in der III. Gruppe. In der Anfang Mai beginnenden Rückeroberung der Halbinsel Kertsch intervenierte es zugunsten der 11. Armee und stellte mit direkten Luftangriffen auf Infanterie- und Artilleriestellungen den schnellen Erfolg des Unternehmens sicher. Anschließend nahm das Geschwader bis Ende Juni an der Eroberung des befestigten Seehafen Sewastopol teil, bei dem unter anderen Festungsbauwerke und Bunker bombardiert wurden. Während der Eroberung von Sewastopol trat eine Schwerpunktverlagerung in den Raum von Charkow ein, wo die Rote Armee am 12. Mai eine Offensive zur Befreiung von Charkow einleitete. Dazu wurde das Geschwader wieder dem IV. Fliegerkorps unterstellt. Als am 17. Mai deutsche Truppen, mit dem III. Panzerkorps an der Spitze, zum Gegenangriff antraten unterstützte das Geschwader diese direkt durch das bombardieren von Feld- und Artilleriestellungen. Nach eigenen Angaben zerstörte es in dieser Zeit 227 Panzer, 3038 Fahrzeuge, 24 Artilleriebatterien, 49 Artilleriegeschütze, 22 Loks und 6 Züge bei eigenen 10 Totalverlusten durch Feindeinwirkung.
In Vorbereitung der am 28. Juni 1942 beginnenden deutschen Sommeroffensive im Südabschnitt der Ostfront flog das Geschwader in der Zeit zwischen dem 10. und 13. Juni Luftangriffe auf Flugplätze und die Transportinfrastruktur. Zu dieser Zeit lag der Geschwaderstab und die II. Gruppe in Saporoshje und die I. und III. Gruppe in Charkov-West (Lage). Zur Verfügung standen 102 Ju 88A-4, und 9 Ju 88C-6. Nach Beginn der Offensivhandlungen unterstützte das Geschwader die 4. Panzerarmee bei ihrem Vormarsch auf Woronesch am Don. Anschließend verlagerte es seinen Schwerpunkt nach Süden in den Bereich der 6. Armee die in Richtung Stalingrad operierte und ab dem 23. August die Schlacht von Stalingrad bestritt. Infolgedessen beteiligte sich das Geschwader am 23. August an Luftangriffen auf Stalingrad, die sich bis zum 24. August hinzogen. Insgesamt flogen die beteiligten Kampfgeschwader 27, 51, 55, 76 und die I./KG 100 bei mehreren Anflügen mit 1600 Flugzeugen die Innenstadt an und warfen mehr als 1000 Tonnen Bomben ab. Dabei starben 955 Menschen und 1181 wurden verletzt.
Ab Ende August war das Geschwader dem IV. Fliegerkorps zugeteilt, das der Heeresgruppe A in Richtung Kaukasus folgte. Es operierte beim Vormarsch der 1. Panzerarmee in Richtung des Terek. Auch das Übersetzen von Teilen der 11. Armee ab dem 1. September über die Straße von Kertsch erforderte das Eingreifen des Geschwaders. Am 4. November gegen 22:00 Uhr traf ein sowjetischer Nachtbomber zufällig ein Benzinfasslager des Flugplatzes Armawir (Lage), der die Basis des Stabs und der II. Gruppe war. Dabei wurden alle Ju 88A-4, bis auf eine, zerstört oder beschädigt. Am 17. November griff die II. Gruppe den Schiffsverkehr im Kaspischen Meer und den Hafen von Astrachan an der Wolgamündung an. Nachdem es den sowjetischen Truppen in der Operation Uranus gelungen war, die 6. Armee, sowie Teile der 4. Panzerarmee und der rumänischen 4. Armee einzukesseln, richtete die Luftwaffe eine Luftbrücke zur Versorgung ein. Ab Ende November beteiligte sich die I. Gruppe vom Fliegerhorst Tazinskaja (Lage) aus mit 33 Maschinen an den Versorgungsflügen. Bei dem am 12. Dezember gestarteten Unternehmen Wintergewitter, welches das Ziel hatte, die eingeschlossene 6. Armee zu entsetzen, war das Geschwader dem IV. Fliegerkorps unterstellt und unterstützte das in Richtung Stalingrad angreifende LVII. Panzerkorps der 4. Panzerarmee.
Während des Dezembers hatte sie 6 Verluste an Flugzeugen durch Feindeinwirkung und 3 ohne Feindeinwirkung.
1943
Am 8. Januar 1943 schoss eine sowjetische Flak-Bedienung die Ju 88 (Geschwaderkennung 9K+AP) des Geschwaderkommodore Oberst Heinrich Conrady ab, während eines Luftangriffs auf den Bahnhof Bol. Rossoschka. Im Frühjahr stand das Geschwader weiter im Südabschnitt der Ostfront im Kampf. Insbesondere die Schlacht um Charkow im Februar und März forderte einen immensen Kräfterverschleis. So verlor die I. Gruppe 34 und die III. Gruppe 27 Flugzeuge, darunter den Gruppenkommandeur Major Ernst Freiherr von Bibra. Bibra starb, nach einer Notlandung mit seiner Ju 88A-4 (Geschwaderkennung 9K+AA), nachdem er durch eine sowjetische Flak angeschossen wurde, in der Nähe des Tschir bei Oktjaberskij im Nordkaukasus. Die I. Gruppe verlegte am 8. Mai zur Neuausrüstung nach Illesheim. (Lage) Anschließend wechselte das Geschwader mit der II. und III. Gruppe nach Briansk (Lage) in den Mittelabschnitt der Ostfront zur Luftflotte 6. Bei der Schlacht um den Kursker Bogen im Juli 1943 unterstand es der 1. Fliegerdivision innerhalb dieser Luftflotte. Hierbei kämpfte es durch Luftangriffe im Bereich der 9. Armee Feld- und Artilleriestellungen nieder und zerstörte Eisenbahnanlagen und -gerät. Nach dem Scheitern der Offensive wechselte es auf den Fliegerhorst Seschtschinskaja (Lage) bei Roslawl. In dieser Zeit verloren die beiden Gruppen viele Maschinen und Besatzungen durch Anschläge durch sowjetische Partisanen. Diese mischten sich unter die auf den Flugplatz arbeitenden Hiwis und brachten barometrisch zündende Sprengsätze am hinteren 900-Liter-Tank der Ju 88 an, welche bei plötzlicher Höhensenkung explodierten. Eine dieser Partisanen war Anna Afanassjewna Morosowa. Ab September 1943 verlegte der Geschwaderstab und die III. Gruppe nach Illesheim und die II. Gruppe nach Saloniki.
1944
Nachdem die II. Gruppe ab 28. November 1943 wieder zur Ostfront zurückgekehrt war, lag sie auf dem Fliegerhorst Kalinovka (Lage) im Süden der Ostfront. Dort war sie dem VIII. Fliegerkorps der Luftflotte 4 unterstellt. Hier intervenierte sie mit anfangs 16 Ju 88A-4 bei der Befreiung von Kiew durch sowjetische Truppen. Am 8. Januar griff sie sowjetische motorisierte Truppen westlich von Kiew, bei Schytomyr an. Am 6. Februar wurde die II. Gruppe in III. Gruppe des Kampfgeschwader 3 umbenannt und schied aus dem Geschwaderverband aus. Eine neue II. Gruppe entstand in Lublin aus der bisherigen V. Gruppe des Kampfgeschwaders 2.

### Griechenland 1943

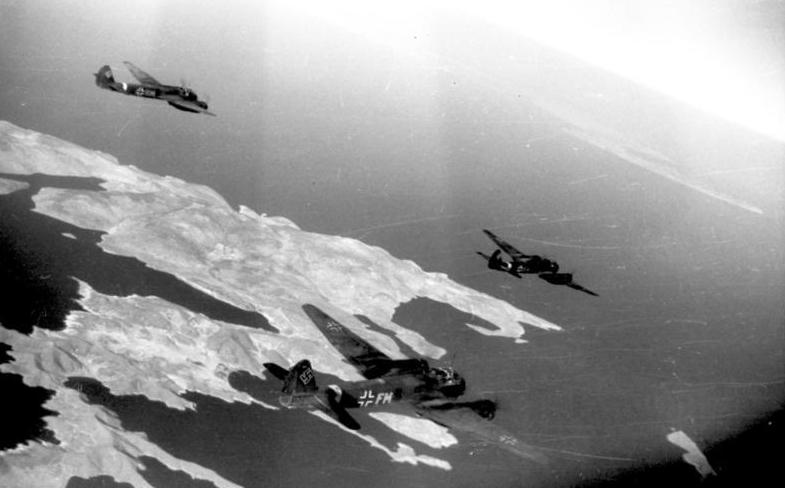
Drei Junkers Ju 88 über dem Südostteil der Insel Astypalaia, im Hintergrund (rechts oben) die Insel Kos

Die II. Gruppe wechselte ab dem 18. September 1943 für gut zwei Monate nach Griechenland auf den Fliegerhorst Saloniki. Der Grund dafür war, das es den Briten gelungen war, auf den zuvor italienisch besetzten Ägäisinseln Kos, Kalymnos, Samos, Leros, Symi und Astypalea Fuß zu fassen und die Italiener zur Kapitulation zu zwingen. Deutscherseits setzte daraufhin vom 8. September bis zum 22. Oktober die Rückeroberung der Inseln ein. Dafür sollte die II. Gruppe mit ihren 48 Ju 88 den alliierten Nachschubverkehr zu den Inseln zu unterbinden. Während dieses Zeitraums war sie dem X. Fliegerkorps des Luftwaffenkommandos Südost unterstellt.

### Reichsverteidigung 1943
Ab Mai 1943 erfolgte die Umrüstung der I. Gruppe in Illesheim auf die Messerschmitt Me 410. Im September wurde der Geschwaderstab in Illesheim und im April 1944 die II. Gruppe in Gilze-Rijen ebenfalls auf diesen Flugzeugtyp umgerüstet. Dieser auch als Zerstörerflugzeug oder schwerer Jäger bezeichnete Typ, hatte zwei Daimler-Benz DB 603 A Motoren mit je 1750 PS Startleistung. Damit erreichte es eine Höchstgeschwindigkeit in optimaler Höhe von 624 km/h. Durch die vier 20-mm-MG 151/20, zwei 13-mm-MG 131 und zwei 7,92 mm MG 17 hatte sie eine ausreichende Bewaffnung um es auch mit alliierten viermotorigen Bombern aufnehmen zu können. Aufgrund dessen änderte sich der Einsatzzweck des Geschwaders das jetzt in der Reichsverteidigung gegen einfliegende alliierte Bomberverbände eingesetzt wurde. So auch am 14. Oktober 1943, als die I. Gruppe bei einem alliierten Luftangriff zum Einsatz kam. Dort flog die 8. US-Luftflotte mit 291 B-17 Flying Fortress und 60 B-24 Liberator ohne Jagdschutz nach Schweinfurt, um die dortige Rüstungsindustrie zu bombardieren. Unter den Angriffen von mehreren hundert Flugzeugen der Luftwaffe auf An- und Abflug wurden 77 Bomber abgeschossen und 121 so schwer beschädigt, dass sie als Totalausfall galten. Die meisten der 26 Me 410A der I. Gruppe wurden dabei beschädigt.

### Westfront 1943 bis 1945
Anschließend verlegte der Geschwaderstab und die I. Gruppe am 6. Dezember 1943 nach Frankreich auf die Fliegerhorste Évreux (Lage) und Saint-André-de-l’Eure (Lage). Dort waren sie dem IX. Fliegerkorps in der Luftflotte 3 unterstellt. Die III. Gruppe wurde im Januar 1944 in die I. Gruppe des Schnellkampfgeschwaders 10 umbenannt. Sie verließ damit den Geschwaderverband. Eine neue II. Gruppe entstand im April 1944 aus der V. Gruppe des Kampfgeschwaders 2 in Lublin. Diese verlegte im April 1944 nach Gilze Rijen (Lage) und erhielt dort ebenfalls die Messerschmitt Me 410A. Beide Gruppen nahmen an den Luftangriffen auf die britische Insel im ersten Halbjahr 1944 teil. Unter anderem flog das Geschwader in der Nacht vom 18./19. April den letzten großen Luftangriff auf London. Von 125 gestarteten Flugzeugen erreichten 53 Besatzungen den Großraum London. Die Briten schossen während des Luftangriffs 17 Bomber ab, darunter 4 des Kampfgeschwaders 2 (3 Ju 188 und 1 Do 217), 4 Ju 88 des Kampfgeschwaders 6, 4 Ju 88 des Kampfgeschwaders 54, 3 Me 410 des Kampfgeschwaders 51 und jeweils eine Maschine der Kampfgeschwader 30, Kampfgeschwader 66 und des Kampfgeschwader 100. Nachdem das Unternehmen Ende Mai ohne Erfolg zu Ende gegangen ist, hatten sie 27 Me 410A-1 und Me 410A-1/U2 als Totalverlust zu beklagen.

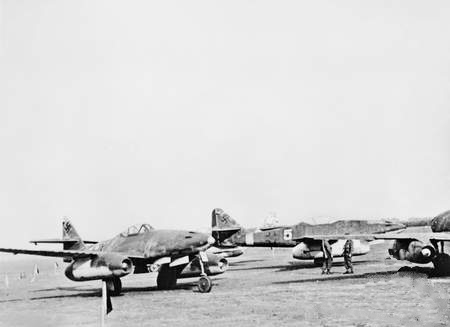
Durch die Alliierten in Prag erbeutete Me 262 (links) des KG 51 nach Kriegsende auf dem Fliegerhorst Faßberg

Versuchsweise nahm die IV. Gruppe mit ihren Messerschmitt Me 410A die Fernnachtjagd auf. Von März bis Juli 1944 verfolgten sie den alliierten Bomberpulk nach dem Luftangriff und griffen die einzelnen Flugzeuge während des Landeanflug über Südengland an. Dabei gab es einige Erfolge, die aber aufgrund der geringen Anzahl von Fernnachtjägern nicht ins Gewicht fielen.
Ab Juni erhielt die I. Gruppe in Lechfeld (Lage) die ersten Messerschmitt Me 262A-1. Mit der Einführung des Strahlflugzeug, das mit seinen beiden Jumo 004-Strahltriebwerken eine Höchstgeschwindigkeit von 870 km/h erreichte, änderte sich das Profil des Geschwaders endgültig. Dies drückte sich auch in der offiziellen neuen Bezeichnung als KG (J) 55 aus. Nach der geglückten Landung in der Normandie standen die Alliierten in Nordfrankreich im Kampf gegen deutsche Truppen. Darum wurden die ersten einsatzbereiten Me 262 Besatzungen im Einsatzkommando 51 zusammengefasst und ab 20. Juli an der Landungsfront eingesetzt. Nachdem der Vormarsch der Alliierten sich im September den deutschen Grenzen näherte, bezog die I. Gruppe den Fliegerhorst Hopsten (Lage) als Basis. Von hier aus nahm sie ab 16. Dezember an der Ardennenoffensive teil. Die Me 262 wurden überwiegend als Jagdbomber eingesetzt. Beim anschließenden Unternehmen Bodenplatte am 1. Januar 1945 sollte die I. Gruppe den alliierten Flugplatz in Gilze-Rijen bombardieren um die dort liegenden Mustangs und Spitfires der drei Aufklärerstaffeln der 2nd TAF zu zerstören. Es entstanden infolge der starken Flakabwehr nur geringe Schäden an den abgestellten Flugzeugen. Die II. Gruppe erhielt ihre Me 262 ab September 1944 in Schwäbisch Hall. Ab Oktober griff sie mit Bombenangriffen auf feindliche Stellungen in die Bodenkämpfe der Schlacht im Hürtgenwald ein. Bei der anschließenden Ardennenoffensive war sie im Raum Bastogne aktiv. Kurzzeitig wurde erneut eine III. Gruppe aus der umbenannten I. Gruppe des Schnellkampfgeschwaders 10 aufgestellt. Diese Gruppe die mit der Focke-Wulf Fw 190 ausgestattet war, wurde am 14. November in die Nachtschlachtgruppe 20 umfirmiert und verließ damit den Geschwaderverband. Das Geschwader mit der I. und II. Gruppe blieb im Jahre 1945 im Westen eingesetzt. Es unterstand während dieser Zeit der 14. Fliegerdivision des Luftwaffenkommandos West, später der Luftflotte Reich und zog sich über Süddeutschland nach Prag (Lage) und Linz (Lage) zurück. Dort wurde es am 24. April 1945 aufgelöst.

## Kommandeure

### Geschwaderkommodore
| Dienstgrad     | Name                                  | Zeit                                  |
| -------------- | ------------------------------------- | ------------------------------------- |
| Oberst         | Johann-Volkmar Fisser                 | 1. Mai 1939 bis 26. März 1940         |
| Oberst         | Josef Kammhuber                       | 26. März 1940 bis 3. Juni 1940        |
| Oberst         | Johann-Volkmar Fisser                 | 3. Juni 1940 bis 12. August 1940 †    |
| Major          | Hans Bruno Schulz-Heyn                | 12. August 1940 bis 31. August 1941   |
| Oberstleutnant | Rudolf Koester                        | 1. September 1941 bis 4. Juli 1942    |
| Major          | Wilhelm von Friedeburg                | 4. Juli 1942 bis 30. November 1942    |
| Oberst         | Heinrich Conrady                      | 1. Dezember 1942 bis 8. Januar 1943 † |
| Major          | Egbert von Frankenberg und Proschlitz | 8. Januar 1943 bis 9. Mai 1943        |
| Major          | Hanns Horst Heise                     | 9. Mai 1943 bis 25. Februar 1944      |
| Oberstleutnant | Wolf Dietrich Meister                 | 25. Februar 1944 bis 4. Dezember 1944 |
| Major          | Wolfgang Schenck                      | 5. Dezember 1944 bis 31. Januar 1945  |
| Oberstleutnant | Rudolf Hallensleben                   | 1. Februar 1945 bis 19. April 1945 †  |
| Oberstleutnant | Siegfried Barth                       | 19. April 1945 bis 28. April 1945     |

### Gruppenkommandeure
I. Gruppe
- Oberstleutnant Hans Korte, 1. Mai 1939 bis 18. Dezember 1939[70]
- Major Hans Bruno Schulz-Heyn, 19. Dezember 1939 bis 12. August 1940[71]
- Hauptmann Kurt von Greiff, 12. August 1940 bis 14. Februar 1941[72]
- Hauptmann Heinrich Hahn, 14. Februar 1941 bis 3. Februar 1942 †[73]
- Major Hans-Joachim Ritter, 3. Februar 1942 bis 6. Oktober 1942[74]
- Major Fritz-Herbert Dierich, 6. Oktober 1942 bis 5. Februar 1943[75]
- Major Klaus Häberlen, 5. Februar 1943 bis 11. Oktober 1943[76]
- Major Wolf Dietrich Meister, 11. Oktober 1943 bis 25. Februar 1944[77]
- Major Hans Unrau, 25. Februar 1944 bis 8. Mai 1945[78]

II. Gruppe
- Major Friedrich Winkler, 15. April 1940 bis 31. März 1941[79]
- Hauptmann Max Stadelmeier, 31. März 1941 bis 22. Juni 1941 †[80]
- Major Wilhelm von Friedeburg, 22. Juni 1941 bis 1. April 1942[81]
- Major Friedrich Wilhelm Kaufner, 1. April 1942 bis 22. April 1942 †[82]
- Hauptmann Rudolf Henne, 21. Mai 1942 bis 26. Februar 1943[83]
- Major Herbert Voss, 26. Februar 1943 bis 31. Dezember 1944[84]
- Major Martin Vetter, 1. Januar 1945 bis 6. Februar 1945[85]
- Hauptmann Hans-Joachim Grundmann, 21. März 1945 bis 8. Mai 1945[86]

III. Gruppe
- Oberst Alois Stoeckl, 1. Mai 1939 bis 7. März 1940[87]
- Major Johann-Wilhelm Kind, 7. März 1940 bis 24. Juni 1940[88]
- Major Walter Marienfeld, 24. Juni 1940 bis 23. November 1941[89]
- Major Ernst Freiherr von Bibra, 23. November 1941 bis 15. Februar 1943 †[90]
- Hauptmann Wilhelm Rath, 15. Februar 1943 bis 31. Dezember 1943[91]
- Hauptmann Martin Vetter, 6. Februar 1944 bis 20. November 1944[92]
- Major Kurt Dahlmann, 20. November 1944 bis 31. Oktober 1944[93]

IV. Gruppe
- Hauptmann Hans-Joachim Ritter, 30. Juli 1940 bis 24. Februar 1942[94]
- Hauptmann Wilhelm Stemmler, 25. Februar 1942 bis 12. Dezember 1942[95]
- Hauptmann Josef Schölss, 13. Dezember 1942 bis 31. Januar 1944[96]
- Major Siegfried Barth, 1. Februar 1944 bis 28. Dezember 1944[97]
- Major Michael Bender, 22. März 1945 bis 30. April 1945[98]

## Auszeichnungen
Bekannte Träger des Ritterkreuz des Eisernen Kreuzes oder höherer Stufen des Kampfgeschwaders 51.
| Name                      | Dienstgrad    | Einheit    | Ritterkreuz   |
| ------------------------- | ------------- | ---------- | ------------- |
| Abrahamczik, Rudolf       | Oberleutnant  | 4./KG 51   | 29. Feb. 1944 |
| Albertsmeier, Ludwig      | Oberleutnant  | Stab/KG 51 | 1. Mai 1945   |
| Barth, Siegfried          | Hauptmann     | 4./KG 51   | 2. Okt. 1942  |
| Bibra, Ernst Freiherr von | Major         | III./KG 51 | 23. Dez. 1942 |
| Frach, Hans               | Oberfeldwebel | 6./KG 51   | 29. Okt. 1944 |
| Gutzmer, Hans             | Hauptmann     | 3./KG 51   | 29. Feb. 1944 |
| Häberlen, Klaus           | Hauptmann     | I./KG 51   | 20. Juni 1943 |
| Henne, Rudolf             | Hauptmann     | 9./KG 51   | 12. Apr. 1942 |
| Hinrichs, Ernst           | Oberleutnant  | 2./KG 51   | 25. Juli 1942 |
| Holle, Georg †            | Hauptmann     | 2./KG 51   | 3. Apr. 1943  |
| Klischat, Helmut          | Oberleutnant  | I./KG 51   | 13. Apr. 1942 |
| Korthals, Gert            | Hauptmann     | 8./KG 51   | 2. Okt. 1942  |
| Loeffelbein, Günther      | Hauptmann     | 3./KG 51   | 19. Sep. 1943 |
| Puttfarken, Dietrich      | Oberleutnant  | 1./KG 51   | 7. Okt. 1942  |
| Roesch, Rudolf            | Oberleutnant  | 9./KG 51   | 26. März 1944 |
| Sartor, Bernhard          | Oberleutnant  | Stab/KG 51 | 20. Juli 1944 |
| Schölss, Josef            | Hauptmann     | 3./KG 51   | 25. Mai 1943  |
| Schwegler, Matthias       | Oberleutnant  | 1./KG 51   | 18. Dez. 1941 |
| Spieth, Albert            | Oberfeldwebel | 3./KG 51   | 24. März 1943 |
| Unrau, Heinz              | Major         | I./KG 51   | 1. Mai 1945   |
| Voss, Herbert             | Major         | II./KG 51  | 5. Feb. 1944  |

## Bekannte Geschwaderangehörige
- Siegfried Barth (1916–1997), war 1973, als Oberst der Luftwaffe der Bundeswehr, im Luftflottenkommando tätig
- Ulrich Bigalke (1910–1940), war ein Ingenieur, Automobilrennfahrer und Filmemacher
- Kurt Dahlmann (1918–2017), war von 1958 bis 1978 Chefredakteur der Allgemeinen Zeitung in Namibia
- Hanswerner von Gehr (1912–2005), war ein Schauspieler und Regisseur
- Hellmuth Hauser (1916–2004), war von 1970 bis 1974, als Generalleutnant der Luftwaffe der Bundeswehr, erster Kommandierender General des Luftwaffenunterstützungskommandos
- Hanns Horst Heise (1913–1992), war ab Oktober 1968, als Brigadegeneral der Luftwaffe der Bundeswehr, Kommandeur des Deutschen Luftwaffenkommandos USA/Kanada
- Werner-Eugen Hoffmann (1910–1998), war ab 1968, als Generalleutnant der Luftwaffe der Bundeswehr, Stellvertretender Befehlshaber im Hauptquartier des NATO-Kommandos Ostseeausgänge (BALTAP)
- Josef Kammhuber (1896–1986), war von 1957 bis 1962, als General der Luftwaffe der Bundeswehr, erster Inspekteur der Luftwaffe
- Werner Panitzki (1911–2000), war von 1962 bis 1966, als Generalleutnant der Luftwaffe der Bundeswehr, Inspekteur der Luftwaffe
- Egbert von Frankenberg und Proschlitz (1909–2000), war ab 1950 für die NDPD Mitglied des Thüringer Landtags und dort Vizepräsident
- Lothar Sieber (1922–1945), war ein Testpilot